# Torre de Vejezate
La Torre de Vejezate (antigua Becejate)(Socuéllamos, Ciudad Real) es un despoblado que se localiza al borde del río Záncara, afluente por la derecha del río Guadiana. Entre los siglos XIII y XV, fue sede de una Encomienda de la Orden de Santiago.
Posee señales de poblamiento a ambos lados del Záncara y restos de lo que fue una fortificación en la margen izquierda, sobre una pequeña elevación desde la que se controla un amplio sector de la zona y el vado del río. Su situación fue primordial para que el lugar, salvo en algunos períodos históricos, siempre estuviera poblado. Durante el período andalusí, tanto por su propia referencia toponímica como por los testimonios arqueológicos que allí se encuentran, parece que fue el único lugar que alcanzó una relativa importancia en toda esta amplia zona de la Meseta central. 
En la concordia que estableció los límites entre las Órdenes de San Juan y Santiago del año 1237, el lugar aparece citado como La Mancha de Haver Garat, siendo la primera vez que aparece el topónimo La Mancha en la documentación medieval: 

Entonces la Ruidera tengan los frailes de Uclés, y partieron por medio con la Moraleja por soga, y de este mojón a la Mancha de Haver Garat, a tanto que llegue con el otro mojón que está entre Criptana y Santa María, y de este mojón que está entre la Moraleja y la Roidera sale el valle arriba a la carrera que va de la Ruidera a Alhambra y recude al Pozo del Allozo.

En 1256, Alfonso X concedió a Pedro Fernández, Comendador de Segura, el cortijo de Abeyezat, con todas sus tierras, pastos, aguas y fuentes; y con él, a la orden de Santiago. A finales del siglo XIII pasó a ser la cabeza de la Encomienda de dicha orden en la comarca, que aquí se trasladó desde su primer asiento en Villarejo Rubio. Ya como Encomienda, estuvo a cargo de Gonzalo Ruiz; y en 1298, de Antón Ruiz, probablemente de la misma familia. A lo largo de los siglos XIV y XV la Encomienda pasó a manos de las familias Céspedes y Mexía, parientes de algunos de los maestres de la Orden de Santiago.